# Uljanik
Az Uljanik egy, a horvátországi Pólában működő hajógyártó magánvállalat, amelyet 19. század közepén alapítottak.

## Története
Az Uljanik gyárat 1856-ban alapították Póla városában, amely már akkor is a Császári és Királyi Haditengerészet fő haditengerészeti bázisaként funkcionált. Az alapkövet maga Erzsébet királyné fektette le december 9.-én. A dátum és az azóta eltelt idő az Uljanik-ot a világ egyik legrégebb óta üzemelő hajógyárává teszi. A hajógyár a nevét az Uljanik szigetecskéről kapta, amin egykoron olajfa termelés folyt, ma viszont a cég terül el. A történelmi tisztelet jegyében egy olajfát meghagytak a szigeten, amit azóta is rendben tartanak.
A gyár első hajója, már 1858-ban elkészült, ez az osztrák flotta akkori zászlóshajója, az SMS Kaiser volt. Az osztrák-magyar időkben a gyár kapacitását lekötötte a hadihajók gyártása, a Kaisert további 55 hadihajó követte az elkövetkezendő évtizedekben. Azonban 1918 és 1943 között, amíg a gyár olasz kézen állt, főképp hajók szétvágásával, esetleg javításával kellett foglalkozniuk. Az olasz fegyverszünetet követően rövid időre a németek foglalták el. 1947-től kezdődően a Jugoszláv Köztársaság égisze alá került a gyár, ekkortájt továbbra sem gyárthattak új hajókat, egészen 1951-ig. Ezt követően komoly fejlesztéseket hajtottak végre a gyárban, főleg az 1970-es években. 1972 és 1976 között 11 darab, 200.000 tonna vízkiszorítást is meghaladó hajót gyártottak le. A legnagyobb hajó az Indiai Hajózási Társaság részére készült Kanchenjunga volt, amely 277.120 tonnás vízkiszorítást produkált.
A délszláv háborúkat követően, Póla a Horvát Köztársaság részévé vált, az Uljanik gyárat pedig 1998-tól fejleszteni kezdték. Manapság speciális hajók gyártásával foglalkozik elsősorban.

## Fordítás
- Ez a szócikk részben vagy egészben  az   Uljanik című angol Wikipédia-szócikk ezen változatának fordításán alapul.  Az eredeti cikk szerkesztőit annak laptörténete sorolja fel. Ez a jelzés csupán a megfogalmazás eredetét és a szerzői jogokat jelzi, nem szolgál a cikkben szereplő információk forrásmegjelöléseként.